# Idioctis eniwetok
Idioctis eniwetok là một loài nhện trong họ Barychelidae. 